# Oblast autonome tchétchène
L'Oblast autonome tchétchène (Russe : Чеченская автономная область) est une ancienne entité territoriale administrative de la RSFSR, qui a été créée le 30 novembre 1922 et qui a existé jusqu'au 15 janvier 1934. Son centre administratif était Grozny.

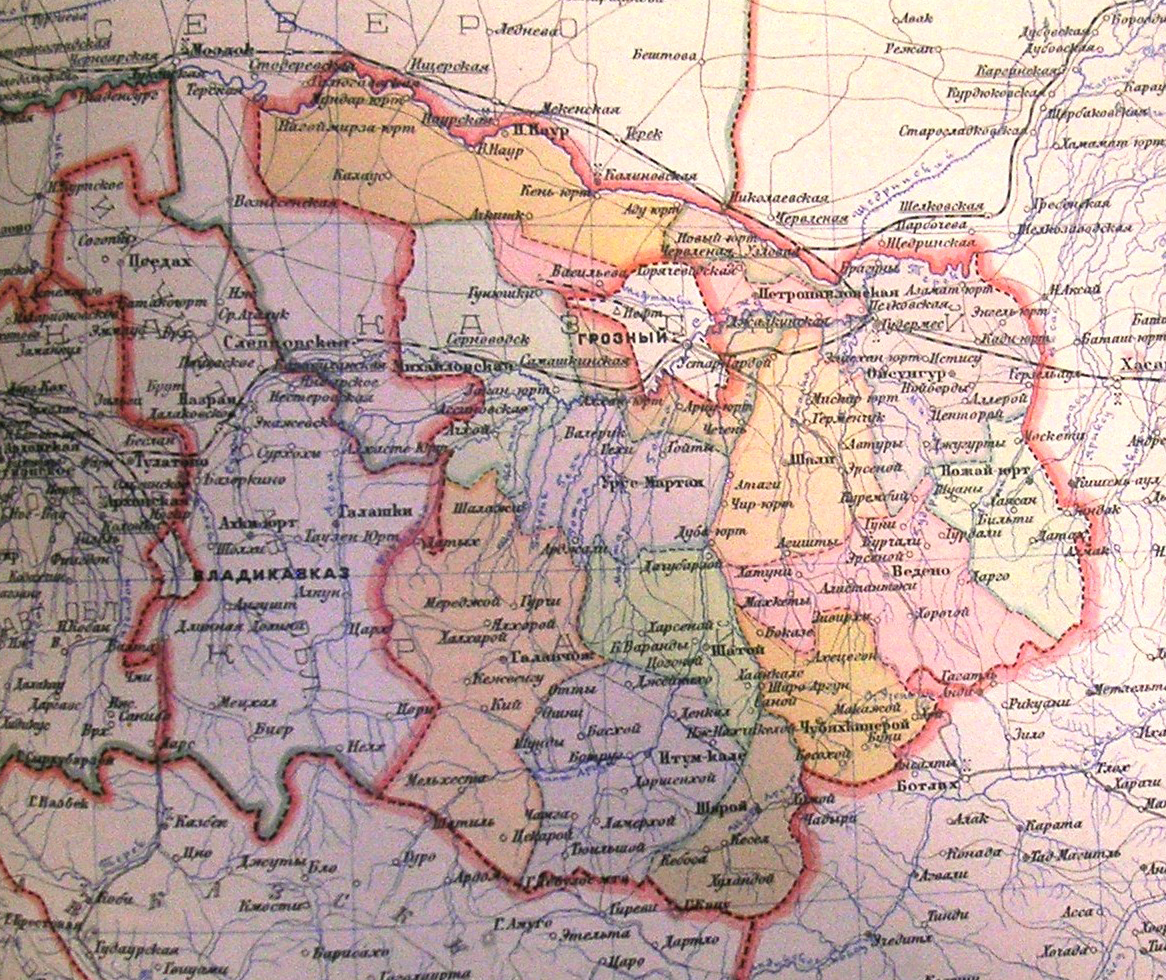
Carte de l'oblast autonome tchétchène en 1928

Carte de l'oblast autonome tchétchène en 1930

Le 15 janvier 1934, l'oblast autonome ingouche et l'oblast autonome tchétchène fusionne pour former l'oblast autonome tchétchène-ingouche qui, le 5 décembre 1936, devient la république socialiste soviétique autonome de Tchétchénie-Ingouchie. En 1991-1992, ces deux entités sont de nouveau séparées pour former la république d'Ingouchie et la république de Tchétchénie. 

## Divisions administratives
L'oblast est divisé du 1er janvier 1926 au 8 mars 1926 en 11 okrougs.
Du 8 mars 1926 au 11 février 1929, il est divisé en 14 okrougs avec une ville hors okroug, Goudermes.
Du 11 février 1929 à 1932, le nombre d'okrougs est diminué à 10.
Le 30 septembre 1931, les 11 districts de la région autonome tchétchène ont été transformés en districts et à partir de 1932, l'oblast est divisé en une ville, Grozny et en 12 districts.